# Agmina artarima
Agmina artarima là một loài Trichoptera trong họ Ecnomidae. Chúng phân bố ở miền Australasia.